# Superelvis

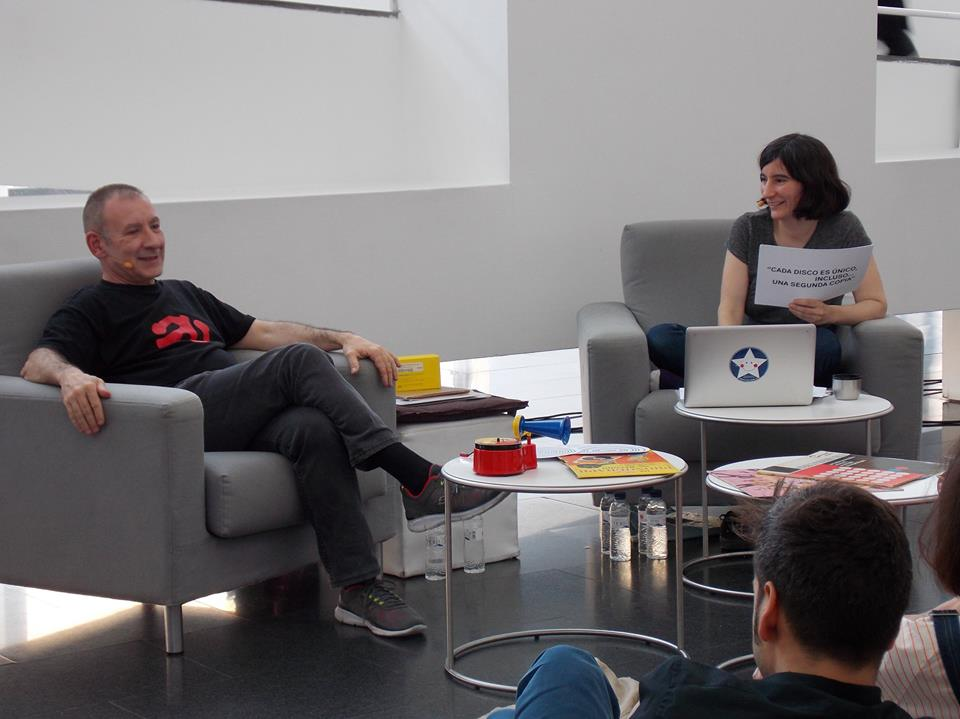
Anki Toner, cantante de Superelvis, entrevistado por Radio Web MACBA.

Superelvis es un grupo de música experimental e improvisada formado en Barcelona (Cataluña), activo entre los años 1986 y 2001 y de nuevo a partir de 2023. Grabó un total de 11 álbumes y 4 casetes. En 1991 recibieron el primer premio de la BIENNAL DE JOVES CREADORS del Ayuntamiento de Barcelona. En 1996 su disco "HAPPINESS IS STUPID” fue escogido MEJOR ALBUM NACIONAL DEL AÑO por la revista Rockdelux. En 2004 la misma revista incluyó este álbum entre "los 100 mejores discos españoles del siglo XX".

## Biografía
El grupo se formó en Barcelona en 1986, inicialmente por Anki Toner (voz, armónica, textos), Meteo Giráldez (guitarra, bajo, acordeón, piano, viola, percusión) i Raimon Aymerich (piano, guitarra, bajo, batería, percusión y melódica). En 1995 se unió al grupo Alfredo Costa Monteiro (acordeón, piano, guitarra, bajo, percusión).
Entre 1987 y 1990 editaron cuatro cintas de casete en su propio sello Doppler Effect Music. En 1991 recibieron el primer premio de la BIENNAL DE JOVES CREADORS del Ayuntamiento de Barcelona. Ese mismo año editaron su primer disco “KISS ME WHEN YOU DANCE” (un LP para el sello madrileño Triquinoise). En 1992 ficharon por el sello Por Caridad Producciones, con el que editaron tres CD, "WRONG SONGS" (1992), "NECESSARY LIES" (1994) i "HAPPINESS IS STUPID” (1996). Este disco fue escogido MEJOR ALBUM NACIONAL DEL AÑO 1996 por la revista Rockdelux. En 2004 la misma revista incluyó este disco en la lista de "100 mejores discos españoles del siglo XX".
Después de grabar un disco en directo ("HAVING FUN ON STAGE"), el cantante Anki Toner abandonó el grupo en 1998. Las últimas grabaciones de Anki Toner con el grupo se editaron un año después en el álbum "WHAT ABOUT BEAUTY?". 
La banda siguió funcionando como trío instrumental hasta 2001, editando cuatro discos más con el sello Hazard Records. Para el último de estos discos, el grupo cambió su nombre por el de TUE-TÊTE. En marzo de 2004 la formación original de la banda se reunió para un concierto de despedida del "G's Club" (ciclo de conciertos organizado por el sello G33G durante 13 años).
Desde otoño de 2023 el grupo vuelve a estar activo con su formación original. 

## Estilo
El grupo definía su música como MUSICA EMOCIONAL DE RESISTENCIA. Los conciertos solían ser básicamente improvisados (a diferencia de las grabaciones en estudio). Fue muy comentada (especialmente en los primeros años de su carrera) la costumbre de insertar la letra de otras canciones en las del grupo. En sus temas también aparecían con frecuencia referencias musicales de diversa procedencia.
Acostumbraban a hacerse acompañar por músicos invitados tanto en directo como en el estudio de grabación. Sus colaboradores más habituales fueron Mark Cunningham y Jakob Draminsky Højmark. Otros músicos que colaboraron con el grupo fueron Tres, Oriol Perucho, Pascal Comelade, Juan Crek, Markus Breuss, Anton Ignorant, Javier Piñango, Javier Colis, María José Peña o nuara.

## Discografía
En 2005 Superelvis decidió liberar toda su música de derechos de autor, reeditarla en el netlabel 16RPM, y ofrecerla como descarga gratuita. 

### Con Anki Toner
- KISS ME WHEN YOU DANCE (LP, Triquinoise, 1991)
- EN CASO DE DUDA, ROCK'N'ROLL (LP, Ayunt. Barcelona, 1991)
- WRONG SONGS (CD/LP, Por Caridad, 1992)
- NECESSARY LIES (CD, Por Caridad, 1994)
- HAPPINESS IS STUPID (CD, Por Caridad, 1996)
- HAVING FUN ON STAGE (CD, Por Caridad, 1998)
- WHAT ABOUT BEAUTY? (CDR, Hazard, 1999)
- XVI THE TOWER / LA MAISON-DIEU (EP, G33G, 2024)

### Sin Anki Toner
- STRUCTURAL PACKAGE DESIGNS (CDR, Hazard, 1999)
- VEGETAL (CDR, Hazard, 1999)
- PORTO 18.3.2000 (CDR, Hazard, 2000)

### Tue-Tête
- LE PAUVRE HOMME ÉPUISE ATTENDAIT AVEC RÉSIGNATION DEPUIS DES HEURES SANS LE CREUX D'UN ROCHER UN SECOURS DE PLUS EN PLUS HIPOTHÉTIQUE (doble CDR, Hazard Records, 2001)

### colaboración conMacromassa
- MACROELVIS SUPERMASSA: XVIII EL SOL (EP, G33G, 1994)